# Сурий, Лаврентий
Лавре́нтий Су́рий (лат. Laurentius Surius; нем. Laurentius Surius; 1522— 23 мая 1578) — немецкий монах- картезианец. 

## Биография
Лаврентий — уроженец Любека (Suyr de Lubeca), патролог, известный горячею борьбою с протестантизмом, которое он уподоблял исламу. 
Издал в шести томах (1569 — 1575) «Vitae sanctorum Orientis et Occidentis» (лат.: "Жития святых Востока и Запада"). 
В 1618 г. вышло 4-е издание, впоследствии - очень распространенное. 
В 1567 г. Сурий издал в Кельне, в 48-ми томах, собрание соборных актов, сокращённое в 1575 г. в Венеции в пять томов (см. Franz Salmon, «Traité de l’etude des conciles et des collecteurs et collections», Париж 1724). 
Написал о событиях Европы в 1500 — 1564 г. несколько гомилий и рассуждений. 
Умер в Кёльне.

## Труды
- Commentarius breuis rerum in orbe gestarum 1568
- De probatis sanctorum historiis том 1 1570
- De probatis sanctorum historiis том 2 1571
- De probatis sanctorum historiis том 3 1572
- De probatis sanctorum historiis том 4 1573
- De probatis sanctorum historiis том 5 1574
- De probatis sanctorum historiis том 6 1581
- De probatis sanctorum historiis том 7 1586
- De vitis sanctorum omnium nationum, ordinum et temporum ex VII tomis R.P.F 1605